# Otl Aicher
Otl Aicher, também conhecido como Otto Aicher (31 de Maio de 1922 - 1 de Setembro de 1991) foi um dos maiores designers gráficos alemães do século XX. 
Em 1952 se casou com Inge Scholl, irmã de Hans Scholl e Sophie Scholl - os dois foram executados em 1943 por participar da Rosa Branca, um grupo de resistência ao movimento nazista. Trabalhou intensamente com identidade visual e desenhou o logo da Lufthansa em 1969.
Aicher ficou muito conhecido por ter feito em 1972 um conjunto de pictogramas pra os jogos olímpicos de Munique, incluindo o mascote Waldi. Também criou a família tipográfica Rotis em 1988. O nome se deve à localização de seu escritório, na cidade de Rotis, Alemanha. 